# Moroczyne
Moroczyne (ukr. Морочине) – wieś na Ukrainie, w obwodzie charkowskim, w rejonie łozowskim, w hromadzie Błyzniuky. W 2001 liczyła 111 mieszkańców, wśród których 104 wskazało jako ojczysty język ukraiński, a 7 rosyjski.